# Mooswald (Landschaftsschutzgebiet)
Das Landschaftsschutzgebiet Mooswald ist ein bereits seit 27. September 1979 ausgewiesenes Landschaftsschutzgebiet. Mit Verordnung der Unteren Naturschutzbehörde beim Regierungspräsidium Freiburg vom 24. Mai 2006 wurde die Ausweisung des Gebiets erneuert.

## Lage und Beschreibung
Das Schutzgebiet umfasst hauptsächlich den nördlichen und den südlichen Mooswald
westlich von Freiburg nebst zugehörigen Freiflächen sowie den Nordhang des Schönbergs und die Höhen des Marchhügels auf Gemarkung Freiburg-Hochdorf. 
Das insgesamt rund 4.440 Hektar große LSG liegt 
- mit 3.228,6 ha im Stadtkreis Freiburg
- mit 979,5 ha im Landkreis Breisgau-Hochschwarzwald auf dem Gebiet der Gemeinden Gottenheim, Umkirch, Schallstadt und March sowie
- mit 231,3 ha im Landkreis Emmendingen auf dem Gebiet der Gemeinde Vörstetten. Es gehört zu den Naturräumen 201-Markgräfler Hügelland und 202-Freiburger Bucht innerhalb der naturräumlichen Haupteinheit 20-Südliches Oberrheintiefland.

## Schutzzweck
Wesentlicher Schutzzweck ist laut Schutzgebietsverordnung
1. die Erhaltung und Sicherung eines leistungsfähigen Naturhaushalts im Mooswald und seinen angrenzenden Freiflächen als zusammen hängender einheitlicher ökologischer Ausgleichsraum für den Verdichtungsraum der Stadt Freiburg mit seinen vielfaltigen, insbesondere klimatischen Wirkungen;
2. die Erhaltung von Vielfalt und Schönheit der Natur und Landschaft in diesem Rauin mit seinen charakteristischen Lebensgemeinschaften von Tieren und Pflanzen, den Streuobstbeständen und dem Weißstorchvorkommen;
3. die Sicherung und Entwicklung des Gebiets als attraktiver naturnaher Erholungsraum für die Stadt Freiburg und die angrenzenden Gemeinden.

Weiterer Schutzzweck ist die Erhaltung und Entwicklung der im Landschaftsschutzgebiet vorkommenden Lebensräume sowie der Habitate der in der FFH-Richtlinie genannten Tier- und Pflanzenarten und der Vogelarten der Vogelschutzrichtlinie und die Erhaltung, Sicherung und Entwicklung des Habitatmosaiks der streng geschützten Zaunammer am Nordhang des Schönbergs.